# جلال قريوا
جلال قريوا (مواليد 30 يناير 1995) هو ممثل مغربي. شارك في مجموعة من الأفلام والمسلسلات المغربية.

## مسيرته
ولد في درب السلطان، أحد الأحياء الأكثر شعبية في مدينة الدار البيضاء، وبدأ في المشاركة في مسرح الطفل في سن مبكرة.
خريج معهد مرس السلطان بالدار البيضاء قسم المسرح العربي و حاصل على درجة البكالوريوس في العلوم التجريبية، وDEUG في علم الاجتماع، ودبلوم في الصحافة والاتصالات.
بعد عدة سنوات في مسرح الهواة، ظهر جلال على شاشة التلفزيون في عام 2013 حيث أدّى أحد الأدوار الرئيسية في برنامج "الكاميرا المجنونة"، الذي بُثّ على القناة المغربية 2M.
في عام 2017، شارك جلال في المسلسل التلفزيوني المغربي رضاة الوالدة.
في عام 2018، شارك للمرة الأولى بأحد الأدوار الرئيسية في الفيلم الفرنسي أمين من إخراج فيليب فوكون.

## أعماله

### أفلام
- 2018: أمين
- 2019: الدار المشروكة

### مسلسلات
- 2016 - 2019: مداولة
- 2017: رضاة الوالدة

## وصلات خارجية
- جلال قريوا على موقع IMDb (الإنجليزية)
- جلال قريوا على موقع ألو سيني (الفرنسية)